# España en la Eurocopa 2012
La selección de fútbol de España ganó la Eurocopa 2012, que se disputó en Polonia y Ucrania entre el 8 de junio y el 1 de julio de 2012.
Con este, España consigue su tercer título, igualando a Alemania, siendo el segundo consecutivo, tras el conseguido en la Eurocopa de 2008, lo que unido a la Copa del Mundo de 2010, la convirtió en el primer país en conquistar tres grandes títulos consecutivos. Además los cuatro goles conseguidos ante Italia son la mayor goleada de la historia en una gran final.
En el plano individual, España copó los dos principales premios: Andrés Iniesta fue considerado el Mejor Jugador del torneo y Fernando Torres la Bota de oro del mismo.

## Clasificación
España disputó las eliminatorias a la Eurocopa en el Grupo I ante Escocia, Liechtenstein, Lituania y la República Checa, obtuvo la clasificación como primera e invicta de su grupo. Terminó su participación con puntaje perfecto, 8 victorias en 8 partidos.
| Equipo          | Pts | PJ | PG | PE | PP | GF | GC | Dif |
| --------------- | --- | -- | -- | -- | -- | -- | -- | --- |
| España          | 24  | 8  | 8  | 0  | 0  | 26 | 6  | 20  |
| República Checa | 13  | 8  | 4  | 1  | 3  | 12 | 8  | 4   |
| Escocia         | 11  | 8  | 3  | 2  | 3  | 9  | 10 | -1  |
| Lituania        | 5   | 8  | 1  | 2  | 5  | 4  | 13 | -9  |
| Liechtenstein   | 4   | 8  | 1  | 1  | 6  | 3  | 17 | -14 |

| Fecha                   | Lugar     |                 |                            | Resultado |                            |                 |
| ----------------------- | --------- | --------------- | -------------------------- | --------- | -------------------------- | --------------- |
| 3 de septiembre de 2010 | Vaduz     | Liechtenstein   | Bandera de Liechtenstein   | 0:4 (0:2) | Bandera de España          | España          |
| 8 de octubre de 2010    | Salamanca | España          | Bandera de España          | 3:1 (0:0) | Bandera de Lituania        | Lituania        |
| 12 de octubre de 2010   | Glasgow   | Escocia         | Bandera de Escocia         | 2:3 (0:1) | Bandera de España          | España          |
| 25 de marzo de 2011     | Granada   | España          | Bandera de España          | 2:1 (0:1) | Bandera de República Checa | República Checa |
| 29 de marzo de 2011     | Kaunas    | Lituania        | Bandera de Lituania        | 1:3 (0:1) | Bandera de España          | España          |
| 6 de septiembre de 2011 | Logroño   | España          | Bandera de España          | 6:0 (3:0) | Bandera de Liechtenstein   | Liechtenstein   |
| 7 de octubre de 2011    | Praga     | República Checa | Bandera de República Checa | 0:2 (0:2) | Bandera de España          | España          |
| 11 de octubre de 2011   | Alicante  | España          | Bandera de España          | 3:1 (2:0) | Bandera de Escocia         | Escocia         |

### Goleadores
| Jugador           | Goles | PJ |
| ----------------- | ----- | -- |
| David Villa       | 7     | 8  |
| David Silva       | 4     | 7  |
| Fernando Llorente | 3     | 5  |
| Álvaro Negredo    | 2     | 3  |
| Fernando Torres   | 2     | 4  |
| Juan Mata         | 2     | 4  |
| Xavi Hernández    | 2     | 7  |
| Andrés Iniesta    | 1     | 6  |
| Sergio Ramos      | 1     | 6  |
| Xabi Alonso       | 1     | 7  |

## Preparación

### Partidos amistosos
La preparación de cara al torneo consistió en cuatro partidos amistosos. El primero de los cuales fue contra Venezuela en Málaga el 29 de febrero. En dicho partido se produjo el estreno de la segunda equipación que vestirá la selección durante el torneo.
Los otros tres transcurrieron durante la concentración previa al torneo, que comenzó en Madrid el 21 de mayo. Al día siguiente los internacionales se trasladaron a la localidad austriaca de Schruns donde permanecieron diez días, incluyendo un amistoso en Saint Gallen frente a Serbia, otro en Innsbruck contra Corea del Sur, finalizando la preparación el 3 de junio en Sevilla ante China.
El 15 de mayo Del Bosque comunicó una primera lista de convocados para los dos primeros amistosos. En dicha lista no figuraban los posibles convocados de los clubes Athletic Club, Fútbol Club Barcelona y Chelsea Football Club.

#### México vs España
| 11 de agosto de 2010 | México        | 1:1 (1:0) | España    | Estadio Azteca, Ciudad de México                                    |                                                                     |
|                      | Hernández 12' | Reporte   | Silva 90' | Asistencia: 105 000 espectadores Árbitro(s): Roberto Moreno Salazar | Asistencia: 105 000 espectadores Árbitro(s): Roberto Moreno Salazar |

| Uniformes | Uniformes |
| --------- | --------- |
|           |           |

#### Argentina vs. España
| 7 de septiembre de 2010 | Argentina                                        | 4:1 (3:0) | España       | Estadio Monumental, Buenos Aires                       |                                                        |
|                         | Messi 10' · Higuaín 13' · Tévez 34' · Agüero 90' | Reporte   | Llorente 84' | Asistencia: 53 000 espectadores Árbitro(s): Óscar Ruiz | Asistencia: 53 000 espectadores Árbitro(s): Óscar Ruiz |

| Uniformes | Uniformes |
| --------- | --------- |
|           |           |

#### Portugal vs España
| 17 de noviembre de 2010 | Portugal                                    | 4:0 (1:0) | España | Estádio da Luz, Lisboa                                     |                                                            |
|                         | Martins 45' · Postiga 49' 68' · Almeida 90' | Reporte   |        | Asistencia: 38 000 espectadores Árbitro(s): Antony Gautier | Asistencia: 38 000 espectadores Árbitro(s): Antony Gautier |

| Uniformes | Uniformes |
| --------- | --------- |
|           |           |

#### España vs Colombia
| 9 de febrero de 2011 | España    | 1:0 (0:0) | Colombia | Estadio Santiago Bernabéu, Madrid                         |                                                           |
|                      | Silva 76' | Reporte   |          | Asistencia: 75 000 espectadores Árbitro(s): Richard Trutz | Asistencia: 75 000 espectadores Árbitro(s): Richard Trutz |

| Uniformes | Uniformes |
| --------- | --------- |
|           |           |

#### Estados Unidos vs España
| 4 de junio de 2011 | Estados Unidos | 0:4 (0:3) | España                                     | Gillette Stadium, Foxborough                                |                                                             |
|                    |                | Reporte   | Cazorla 28' 73' · Negredo 32' · Torres 41' | Asistencia: 64 121 espectadores Árbitro(s): Roberto Silvera | Asistencia: 64 121 espectadores Árbitro(s): Roberto Silvera |

| Uniformes | Uniformes |
| --------- | --------- |
|           |           |

#### Venezuela vs España
| 7 de junio de 2011 | Venezuela | 0:3 (0:3) | España                              | Estadio Pueblo Nuevo, San Cristóbal                        |                                                            |
|                    |           | Reporte   | Iniesta 5' · Pedro 20' · Alonso 45' | Asistencia: 36 000 espectadores Árbitro(s): Georges Bucley | Asistencia: 36 000 espectadores Árbitro(s): Georges Bucley |

| Uniformes | Uniformes |
| --------- | --------- |
|           |           |

#### Italia vs España
| 10 de agosto de 2011 | Italia                               | 2:1 (1:1) | España            | Stadio San Nicola, Bari, Italia                         |                                                         |
|                      | Montolivo 11' · Alberto Aquilani 84' | Reporte   | Alonso 37' (pen.) | Asistencia: 50 000 espectadores Árbitro(s): Felix Brych | Asistencia: 50 000 espectadores Árbitro(s): Felix Brych |

| Uniformes | Uniformes |
| --------- | --------- |
|           |           |

#### España vs Chile
| 2 de septiembre de 2011 | España                           | 3:2 (0:2) | Chile                 | AFG Arena, St. Gallen, Suiza                                  |                                                               |
|                         | Iniesta 55' · Fàbregas 71' 90+1' | Reporte   | isla 11' · Vargas 20' | Asistencia: 14 000 espectadores Árbitro(s): Jerome Laperriere | Asistencia: 14 000 espectadores Árbitro(s): Jerome Laperriere |

| Uniformes | Uniformes |
| --------- | --------- |
|           |           |

#### Inglaterra vs España
| 12 de noviembre de 2011 | Inglaterra  | 1:0 (0:0) | España | Estadio de Wembley, Londres, Inglaterra                        |                                                                |
|                         | Lampard 49' | Reporte   |        | Asistencia: 87 189 espectadores Árbitro(s): Frank De Bleeckere | Asistencia: 87 189 espectadores Árbitro(s): Frank De Bleeckere |

| Uniformes | Uniformes |
| --------- | --------- |
|           |           |

#### Costa Rica vs España
| 15 de noviembre de 2011 | Costa Rica                | 2:2 (2:0) | España                | Estadio Nacional de Costa Rica, San Jose, Costa Rica         |                                                              |
|                         | Brenes 31' · Campbell 42' | Reporte   | Silva 83' · Villa 90' | Asistencia: 30 000 espectadores Árbitro(s): Mauricio Navarro | Asistencia: 30 000 espectadores Árbitro(s): Mauricio Navarro |

| Uniformes | Uniformes |
| --------- | --------- |
|           |           |

#### España vs Venezuela
| 29 de febrero de 2012 | España                                        | 5:0 (2:0) | Venezuela | Estadio La Rosaleda, Málaga, España                          |                                                              |
|                       | Iniesta 37' · Silva 40' · Soldado 49' 54' 83' | Reporte   |           | Asistencia: 25 000 espectadores Árbitro(s): Andris Treimanis | Asistencia: 25 000 espectadores Árbitro(s): Andris Treimanis |

| Uniformes | Uniformes |
| --------- | --------- |
|           |           |

#### España vs Serbia
| 26 de mayo de 2012 | España                   | 2:0 (0:0) | Serbia | AFG Arena, Saint Gallen, Suiza                               |                                                              |
|                    | Adrián 64' · Cazorla 74' | Reporte   |        | Asistencia: 15 625 espectadores Árbitro(s): Cyril Zimmermann | Asistencia: 15 625 espectadores Árbitro(s): Cyril Zimmermann |

| Uniformes | Uniformes |
| --------- | --------- |
|           |           |

#### España vs Corea del Sur
| 30 de mayo de 2012 | España                                              | 4:1 (1:1) | Corea del Sur   | Stade de Suisse, Berna, Suiza                           |                                                         |
|                    | Torres 11' · Alonso 53' · Cazorla 58' · Negredo 82' | Reporte   | Kim Do-heon 43' | Asistencia: 10 220 espectadores Árbitro(s): Alain Bieri | Asistencia: 10 220 espectadores Árbitro(s): Alain Bieri |

| Uniformes | Uniformes |
| --------- | --------- |
|           |           |

#### España vs China
| 3 de junio de 2012 | España    | 1:0 (0:0) | China | Estadio de La Cartuja, Sevilla, España                  |                                                         |
|                    | Silva 84' | Reporte   |       | Asistencia: 45 000 espectadores Árbitro(s): Bas Nijhuis | Asistencia: 45 000 espectadores Árbitro(s): Bas Nijhuis |

| Uniformes | Uniformes |
| --------- | --------- |
|           |           |

## Torneo

### Convocatoria

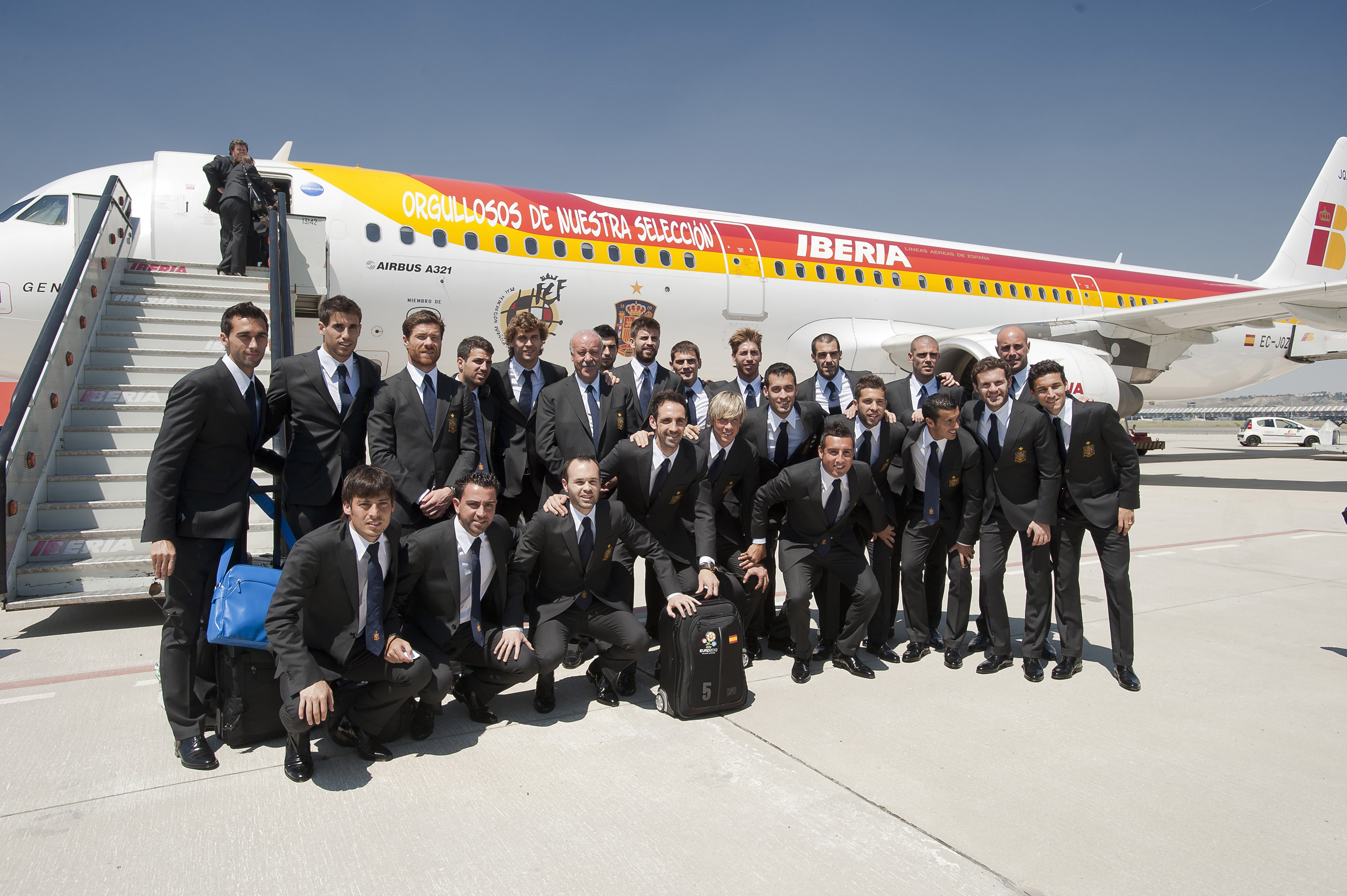
Expedición de la Real Federación Española de Fútbol a su salida del Aeropuerto de Madrid-Barajas rumbo a la Eurocopa de 2012

La lista definitiva de los 23 jugadores convocados para la Eurocopa fue facilitada por Vicente del Bosque el 27 de mayo de 2012.
Datos correspondientes a la situación previa al inicio del torneo.
| #     | Nombre             | Posición       | Edad | PJ Sel | Club               |
| ----- | ------------------ | -------------- | ---- | ------ | ------------------ |
| 1     | Iker Casillas      | Portero        | 31   | 131    | Real Madrid        |
| 2     | Raúl Albiol        | Defensa        | 26   | 30     | Real Madrid        |
| 3     | Gerard Piqué       | Defensa        | 25   | 39     | Barcelona          |
| 4     | Javi Martínez      | Defensa        | 23   | 7      | Athletic Club      |
| 5     | Juanfran Torres    | Defensa        | 27   | 1      | Atlético de Madrid |
| 6     | Andrés Iniesta     | Centrocampista | 28   | 65     | Barcelona          |
| 7     | Pedro Rodríguez    | Delantero      | 24   | 15     | Barcelona          |
| 8     | Xavi Hernández     | Centrocampista | 32   | 109    | Barcelona          |
| 9     | Fernando Torres    | Delantero      | 28   | 93     | Chelsea            |
| 10    | Cesc Fàbregas      | Centrocampista | 25   | 63     | Barcelona          |
| 11    | Álvaro Negredo     | Delantero      | 26   | 10     | Sevilla            |
| 12    | Víctor Valdés      | Portero        | 30   | 8      | Barcelona          |
| 13    | Juan Mata          | Delantero      | 24   | 18     | Chelsea            |
| 14    | Xabi Alonso        | Centrocampista | 30   | 96     | Real Madrid        |
| 15    | Sergio Ramos       | Defensa        | 26   | 86     | Real Madrid        |
| 16    | Sergio Busquets    | Centrocampista | 23   | 39     | Barcelona          |
| 17    | Álvaro Arbeloa     | Defensa        | 29   | 35     | Real Madrid        |
| 18    | Jordi Alba         | Defensa        | 23   | 5      | Valencia           |
| 19    | Fernando Llorente  | Delantero      | 27   | 20     | Athletic Club      |
| 20    | Santi Cazorla      | Centrocampista | 27   | 43     | Málaga             |
| 21    | David Silva        | Delantero      | 26   | 58     | Manchester City    |
| 22    | Jesús Navas        | Delantero      | 26   | 17     | Sevilla            |
| 23    | Pepe Reina         | Portero        | 29   | 25     | Liverpool          |
| D. T. | Vicente del Bosque |                |      |        |                    |

### Participación

#### Grupo C
| Equipo  | Pts | PJ | PG | PE | PP | GF | GC | Dif |
| ------- | --- | -- | -- | -- | -- | -- | -- | --- |
| España  | 7   | 3  | 2  | 1  | 0  | 6  | 1  | 5   |
| Italia  | 5   | 3  | 1  | 2  | 0  | 4  | 2  | 2   |
| Croacia | 4   | 3  | 1  | 1  | 1  | 4  | 3  | 1   |
| Irlanda | 0   | 3  | 0  | 0  | 3  | 1  | 9  | -8  |

##### España - Italia
| 10 de junio de 2012, 18:00 (UTC+2) | España       | 1:1 (0:0) | Italia        | PGE Arena, Gdańsk                                         |                                                           |
|                                    | Fábregas 63' | Reporte   | Di Natale 61' | Asistencia: 38 869 espectadores Árbitro(s): Viktor Kassai | Asistencia: 38 869 espectadores Árbitro(s): Viktor Kassai |

|  | Bandera de España |  | Bandera de Italia |  |
|  | ----------------- |  | ----------------- |  |

| ESPAÑA             |    |                 |     |     |     |
|                    |    |                 |     |     |     |
| POR                | 1  | Iker Casillas   |     |     |     |
| DEF                | 3  | Gerard Piqué    |     |     |     |
| DEF                | 15 | Sergio Ramos    |     |     |     |
| DEF                | 17 | Álvaro Arbeloa  | 84' |     |     |
| DEF                | 18 | Jordi Alba      | 66' |     |     |
| MED                | 16 | Sergio Busquets |     |     |     |
| MED                | 14 | Xabi Alonso     |     |     |     |
| MED                | 8  | Xavi Hernández  |     |     |     |
| DEL                | 6  | Andrés Iniesta  |     |     |     |
| DEL                | 10 | Cesc Fábregas   |     | 64' |     |
| DEL                | 21 | David Silva     |     | 74' |     |
| Sustituciones:     |    |                 |     |     |     |
| MED                | 22 | Jesús Navas     |     | 64' |     |
| DEL                | 9  | Fernando Torres |     | 74' | 84' |
| Entrenador:        |    |                 |     |     |     |
| Vicente Del Bosque |    |                 |     |     |     |

| ITALIA           |    |                      |     |     |
|                  |    |                      |     |     |
| POR              | 1  | Gianluigi Buffon     |     |     |
| DEF              | 3  | Giorgio Chiellini    | 79' |     |
| DEF              | 19 | Leonardo Bonucci     | 66' |     |
| DEF              | 2  | Christian Maggio     | 89' |     |
| DEF              | 13 | Emanuele Giaccherini |     |     |
| MED              | 5  | Thiago Motta         |     | 90' |
| MED              | 21 | Andrea Pirlo         |     |     |
| MED              | 16 | Daniele De Rossi     |     |     |
| MED              | 8  | Claudio Marchisio    |     |     |
| DEL              | 10 | Antonio Cassano      |     | 65' |
| DEL              | 9  | Mario Balotelli      | 37' | 56' |
| Sustituciones:   |    |                      |     |     |
| DEL              | 11 | Antonio Di Natale    |     | 56' |
| DEL              | 20 | Sebastian Giovinco   |     | 65' |
| MED              | 5  | Antonio Nocerino     |     | 90' |
| Entrenador:      |    |                      |     |     |
| Cesare Prandelli |    |                      |     |     |

| Árbitros asistentes: Viktor Kassai Gabor Erös György Ring Cuarto oficial: William Collum |

##### España - Irlanda
| 14 de junio de 2012, 20:45 (UTC+2) | España                                   | 4:0 (1:0) | Irlanda | PGE Arena, Gdańsk                                         |                                                           |
|                                    | Torres 4' 70' · Silva 49' · Fábregas 83' | Reporte   |         | Asistencia: 39 150 espectadores Árbitro(s): Pedro Proença | Asistencia: 39 150 espectadores Árbitro(s): Pedro Proença |

|  | Bandera de España |  | Bandera de Irlanda |  |
|  | ----------------- |  | ------------------ |  |

| ESPAÑA             |    |                 |     |     |     |
|                    |    |                 |     |     |     |
| POR                | 1  | Iker Casillas   |     |     |     |
| DEF                | 3  | Gerard Piqué    |     |     |     |
| DEF                | 15 | Sergio Ramos    |     |     |     |
| DEF                | 17 | Álvaro Arbeloa  |     |     |     |
| DEF                | 18 | Jordi Alba      |     |     |     |
| MED                | 16 | Sergio Busquets |     |     |     |
| MED                | 14 | Xabi Alonso     | 54' | 65' |     |
| MED                | 8  | Xavi Hernández  |     |     |     |
| MED                | 6  | Andrés Iniesta  |     | 80' |     |
| MED                | 21 | David Silva     |     |     |     |
| DEL                | 9  | Fernando Torres |     | 74' |     |
| Sustituciones:     |    |                 |     |     |     |
| DEF                | 4  | Javi Martínez   |     | 65' | 76' |
| MED                | 10 | Cesc Fàbregas   |     | 74' |     |
| MED                | 20 | Santi Cazorla   |     | 80' |     |
| Entrenador:        |    |                 |     |     |     |
| Vicente Del Bosque |    |                 |     |     |     |

| IRLANDA             |    |                  |       |     |
|                     |    |                  |       |     |
| POR                 | 1  | Shay Given       |       |     |
| DEF                 | 2  | Sean St Ledger   | 84'   |     |
| DEF                 | 3  | Stephen Ward     |       |     |
| DEF                 | 4  | John O'Shea      |       |     |
| DEF                 | 5  | Richard Dunne    |       |     |
| MED                 | 6  | Glenn Whelan     | 45+1' | 80' |
| MED                 | 8  | Keith Andrews    |       |     |
| MED                 | 7  | Aiden McGeady    |       |     |
| MED                 | 11 | Damien Duff      |       | 76' |
| DEL                 | 10 | Robbie Keane     | 36'   |     |
| DEL                 | 20 | Simon Cox        |       | 46' |
| Sustituciones:      |    |                  |       |     |
| DEL                 | 14 | Jonathan Walters |       | 46' |
| MED                 | 22 | James McClean    |       | 76' |
| MED                 | 21 | Paul Green       |       | 80' |
| Entrenador:         |    |                  |       |     |
| Giovanni Trapattoni |    |                  |       |     |

| Árbitros asistentes: Pedro Proença Bertino Miranda Ricardo Santos Cuarto oficial: Marcin Borski |

##### Croacia - España
| 18 de junio de 2012, 20:45 (UTC+2) | Croacia | 0:1 (0:0) | España          | PGE Arena, Gdańsk          |                            |
|                                    |         | Reporte   | Jesús Navas 88' | Árbitro(s): Wolfgang Stark | Árbitro(s): Wolfgang Stark |

|  | Bandera de Croacia |  | Bandera de España |  |
|  | ------------------ |  | ----------------- |  |

| CROACIA        |    |                     |       |     |       |
|                |    |                     |       |     |       |
| POR            | 1  | Stipe Pletikosa     |       |     |       |
| DEF            | 2  | Ivan Strinić        | 53'   |     |       |
| DEF            | 5  | Vedran Ćorluka      | 27'   |     |       |
| DEF            | 13 | Gordon Schildenfeld |       |     |       |
| DEF            | 21 | Domagoj Vida        |       | 66' |       |
| MED            | 8  | Ognjen Vukojević    |       | 81' |       |
| MED            | 6  | Danijel Pranjić     |       | 66' |       |
| MED            | 7  | Ivan Rakitić        | 90+3' |     |       |
| MED            | 10 | Luka Modrić         |       |     |       |
| MED            | 11 | Darijo Srna         | 44'   |     |       |
| DEL            | 17 | Mario Mandžukić     | 90'   |     |       |
| Sustituciones: |    |                     |       |     |       |
| DEL            | 9  | Nikica Jelavić      |       | 66' | 90+1' |
| MED            | 20 | Ivan Perišić        |       | 66' |       |
| DEL            | 22 | Eduardo             |       | 81' |       |
| Entrenador:    |    |                     |       |     |       |
| Slaven Bilić   |    |                     |       |     |       |

| ESPAÑA             |    |                 |  |     |
|                    |    |                 |  |     |
| POR                | 1  | Iker Casillas   |  |     |
| DEF                | 3  | Gerard Piqué    |  |     |
| DEF                | 15 | Sergio Ramos    |  |     |
| DEF                | 17 | Álvaro Arbeloa  |  |     |
| DEF                | 18 | Jordi Alba      |  |     |
| MED                | 16 | Sergio Busquets |  |     |
| MED                | 14 | Xabi Alonso     |  |     |
| MED                | 8  | Xavi Hernández  |  | 89' |
| MED                | 6  | Andrés Iniesta  |  |     |
| MED                | 21 | David Silva     |  | 73' |
| DEL                | 9  | Fernando Torres |  | 61' |
| Sustituciones:     |    |                 |  |     |
| DEF                | 22 | Jesús Navas     |  | 61' |
| MED                | 10 | Cesc Fàbregas   |  | 73' |
| MED                | 11 | Álvaro Negredo  |  | 89' |
| Entrenador:        |    |                 |  |     |
| Vicente Del Bosque |    |                 |  |     |

| Árbitros asistentes: Wolfgang Stark Jan-Hendrik Salver Mike Pickel Cuarto oficial: Richard Liesveld |

### Fase Final

#### Cuartos de final
| 23 de junio de 2012, 20:45 (UTC+3) | España                       | 2:0 (1:0) | Francia | Donbass Arena, Donetsk                                     |                                                            |
|                                    | Xabi Alonso 19' 90+1' (pen.) | Reporte   |         | Asistencia: 46 145 espectadores Árbitro(s): Nicola Rizzoli | Asistencia: 46 145 espectadores Árbitro(s): Nicola Rizzoli |

|  | Bandera de España |  | Bandera de Francia |  |
|  | ----------------- |  | ------------------ |  |

| ESPAÑA             |    |                 |     |     |
|                    |    |                 |     |     |
| POR                | 1  | Iker Casillas   |     |     |
| DEF                | 3  | Gerard Piqué    |     |     |
| DEF                | 15 | Sergio Ramos    | 31' |     |
| DEF                | 17 | Álvaro Arbeloa  |     |     |
| DEF                | 18 | Jordi Alba      |     |     |
| MED                | 16 | Sergio Busquets |     |     |
| MED                | 14 | Xabi Alonso     |     |     |
| MED                | 8  | Xavi Hernández  |     |     |
| MED                | 6  | Andrés Iniesta  |     | 84' |
| MED                | 21 | David Silva     |     | 65' |
| DEL                | 10 | Cesc Fábregas   |     | 67' |
| Sustituciones:     |    |                 |     |     |
| DEL                | 7  | Pedro           |     | 65' |
| DEL                | 9  | Fernando Torres |     | 67' |
| MED                | 20 | Santi Cazorla   |     | 84' |
| Entrenador:        |    |                 |     |     |
| Vicente Del Bosque |    |                 |     |     |

| FRANCIA        |    |                    |     |     |     |
|                |    |                    |     |     |     |
| POR            | 1  | Hugo Lloris        |     |     |     |
| DEF            | 2  | Mathieu Debuchy    |     | 64' |     |
| DEF            | 22 | Gaël Clichy        |     |     |     |
| DEF            | 13 | Anthony Réveillère |     |     |     |
| DEF            | 4  | Adil Rami          |     |     |     |
| MED            | 21 | Laurent Koscielny  |     |     |     |
| MED            | 6  | Yohan Cabaye       | 42' |     |     |
| MED            | 17 | Yann M'Vila        |     | 79' |     |
| MED            | 15 | Florent Malouda    |     | 64' |     |
| MED            | 7  | Franck Ribéry      |     |     |     |
| DEL            | 10 | Karim Benzema      |     |     |     |
| Sustituciones: |    |                    |     |     |     |
| DEL            | 14 | Jérémy Ménez       |     | 64' | 76' |
| MED            | 11 | Samir Nasri        |     | 64' |     |
| MED            | 9  | Olivier Giroud     |     | 79' |     |
| Entrenador:    |    |                    |     |     |     |
| Laurent Blanc  |    |                    |     |     |     |

| Árbitros asistentes: Nicola Rizzoli Renato Faverani Andrea Stefani Cuarto oficial: Craig Thomson |

#### Semifinales
| 27 de junio de 2012, 20:45 (UTC+3) | Portugal                         | 0:0 (2 : 4 p.)             | España                                      | Donbass Arena, Donetsk                                             |                                                                    |
|                                    |                                  | Reporte                    |                                             | Asistencia: 48 000 espectadores Árbitro(s): Cüneyt Çakir (Turquía) | Asistencia: 48 000 espectadores Árbitro(s): Cüneyt Çakir (Turquía) |
|                                    |                                  | Tiros desde el punto penal |                                             |                                                                    |                                                                    |
|                                    | Moutinho · Pepe · Nani · Alves · |                            | Alonso · Iniesta · Piqué · Ramos · Fàbregas |                                                                    |                                                                    |

|  | Bandera de Portugal |  | Bandera de España |  |
|  | ------------------- |  | ----------------- |  |

| PORTUGAL       |    |                   |       |      |
|                |    |                   |       |      |
| POR            | 12 | Rui Patrício      |       |      |
| DEF            | 2  | Bruno Alves       | 86'   |      |
| DEF            | 3  | Pepe              | 61'   |      |
| DEF            | 21 | João Pereira      | 64'   |      |
| DEF            | 5  | Fábio Coentrão    | 45'   |      |
| MED            | 4  | Miguel Veloso     | 90+3' | 106' |
| MED            | 16 | Raul Meireles     |       | 113' |
| MED            | 8  | João Moutinho     |       |      |
| MED            | 17 | Nani              |       |      |
| DEL            | 7  | Cristiano Ronaldo |       |      |
| DEL            | 9  | Hugo Almeida      |       | 81'  |
| Sustituciones: |    |                   |       |      |
| DEL            | 11 | Nélson Oliveira   |       | 81'  |
| MED            | 6  | Custódio          |       | 106' |
| DEL            | 18 | Silvestre Varela  |       | 113' |
| Entrenador:    |    |                   |       |      |
| Paulo Bento    |    |                   |       |      |

| ESPAÑA             |    |                 |      |     |
|                    |    |                 |      |     |
| POR                | 1  | Iker Casillas   |      |     |
| DEF                | 3  | Gerard Piqué    |      |     |
| DEF                | 15 | Sergio Ramos    | 40'  |     |
| DEF                | 17 | Álvaro Arbeloa  | 84'  |     |
| DEF                | 18 | Jordi Alba      |      |     |
| MED                | 16 | Sergio Busquets | 60'  |     |
| MED                | 14 | Xabi Alonso     | 113' |     |
| MED                | 8  | Xavi Hernández  |      | 87' |
| MED                | 6  | Andrés Iniesta  |      |     |
| MED                | 21 | David Silva     |      | 60' |
| DEL                | 11 | Álvaro Negredo  |      | 54' |
| Sustituciones:     |    |                 |      |     |
| MED                | 10 | Cesc Fábregas   |      | 54' |
| MED                | 22 | Jesús Navas     |      | 60' |
| DEL                | 7  | Pedro           |      | 87' |
| Entrenador:        |    |                 |      |     |
| Vicente Del Bosque |    |                 |      |     |

| Árbitros asistentes: Cüneyt Çakır Bahattin Duran Tarik Ongun Cuarto oficial: Damir Skomina |

#### Final
| 1 de julio de 2012, 20:45 (UTC+3) | España                                       | 4:0 (2:0) | Italia | Olímpico de Kiev, Kiev                                    |                                                           |
|                                   | Silva 14' · Alba 41' · Torres 84' · Mata 88' | Reporte   |        | Asistencia: 63 170 espectadores Árbitro(s): Pedro Proença | Asistencia: 63 170 espectadores Árbitro(s): Pedro Proença |

|  | Bandera de España |  | Bandera de Italia |  |
|  | ----------------- |  | ----------------- |  |

| ESPAÑA             |    |                 |     |     |
|                    |    |                 |     |     |
| POR                | 1  | Iker Casillas   |     |     |
| DEF                | 3  | Gerard Piqué    | 25' |     |
| DEF                | 15 | Sergio Ramos    |     |     |
| DEF                | 17 | Álvaro Arbeloa  |     |     |
| DEF                | 18 | Jordi Alba      |     |     |
| MED                | 16 | Sergio Busquets |     |     |
| MED                | 14 | Xabi Alonso     |     |     |
| MED                | 8  | Xavi Hernández  |     |     |
| MED                | 6  | Andrés Iniesta  |     | 87' |
| MED                | 21 | David Silva     |     | 59' |
| DEL                | 10 | Cesc Fábregas   |     | 75' |
| Sustituciones:     |    |                 |     |     |
| DEL                | 7  | Pedro           |     | 59' |
| DEL                | 9  | Fernando Torres |     | 75' |
| MED                | 13 | Juan Mata       |     | 87' |
| Entrenador:        |    |                 |     |     |
| Vicente Del Bosque |    |                 |     |     |

| ITALIA           |    |                     |     |     |
|                  |    |                     |     |     |
| POR              | 1  | Gianluigi Buffon    |     |     |
| DEF              | 3  | Giorgio Chiellini   |     | 21' |
| DEF              | 15 | Andrea Barzagli     | 45' |     |
| DEF              | 19 | Leonardo Bonucci    |     |     |
| DEF              | 7  | Ignazio Abate       |     |     |
| MED              | 21 | Andrea Pirlo        |     |     |
| MED              | 16 | Daniele De Rossi    |     |     |
| MED              | 18 | Riccardo Montolivo  |     | 57' |
| MED              | 8  | Claudio Marchisio   |     |     |
| DEL              | 10 | Antonio Cassano     |     | 46' |
| DEL              | 9  | Mario Balotelli     |     |     |
| Sustituciones:   |    |                     |     |     |
| DEL              | 6  | Federico Balzaretti |     | 21' |
| MED              | 11 | Antonio Di Natale   |     | 46' |
| MED              | 5  | Thiago Motta        |     | 57' |
| Entrenador:      |    |                     |     |     |
| Cesare Prandelli |    |                     |     |     |

| Árbitros asistentes: Pedro Proença Bertino Miranda Ricardo Santos Cuarto oficial: Cüneyt Çakır |

## Galería

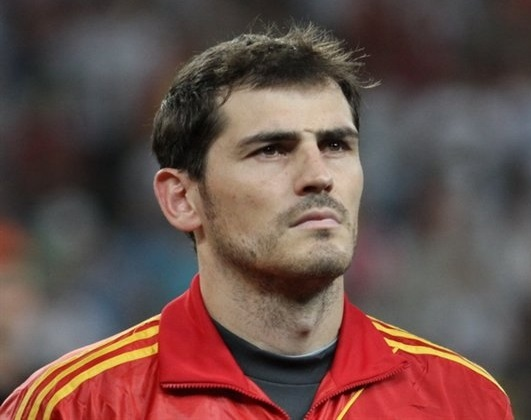
Iker Casillas
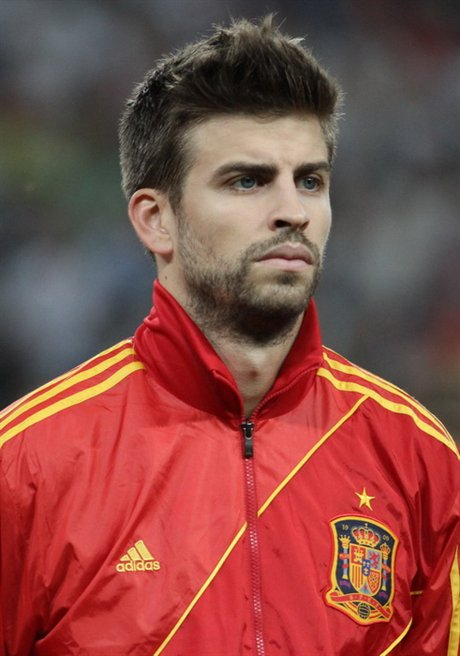
Gerard Piqué
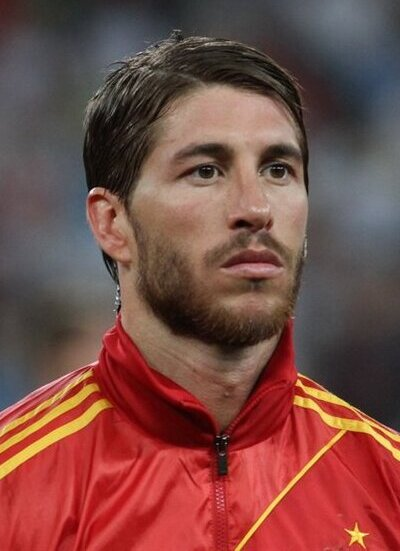
Sergio Ramos
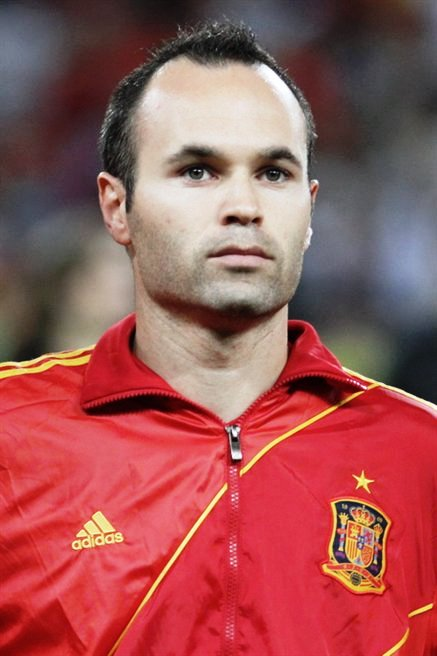
Andrés Iniesta
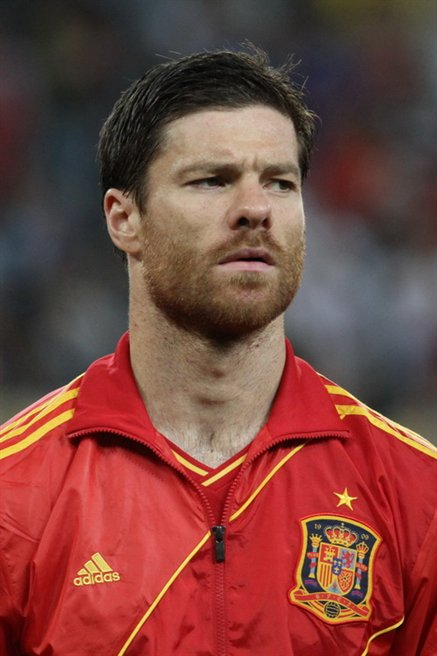
Xabi Alonso
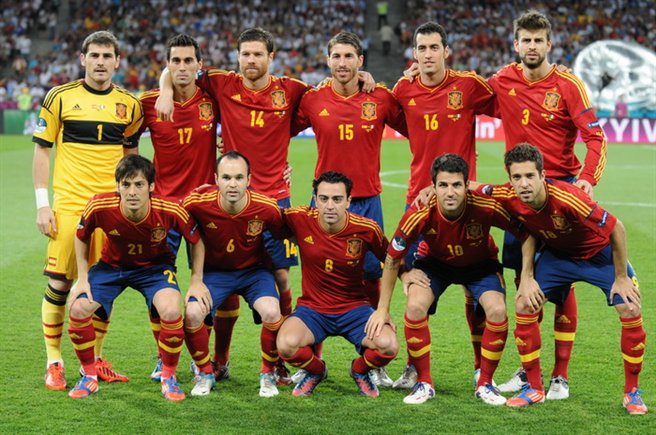
Alineación titular en la Final de la Eurocopa 2012
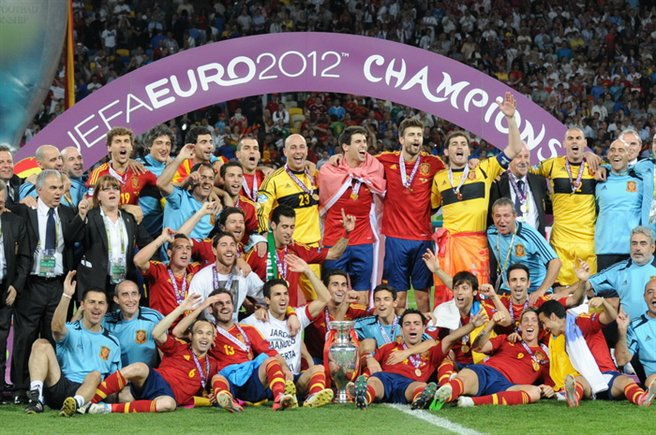
Celebración con el trofeo de la Eurocopa 2012

## Filmografía
- Reportaje AStv (28-6-2012), «Penaltis semifinal España–Portugal en las ondas» en AS.com[10]